# 多和平
43°26′14″N 144°35′19″E / 43.43722°N 144.58861°E

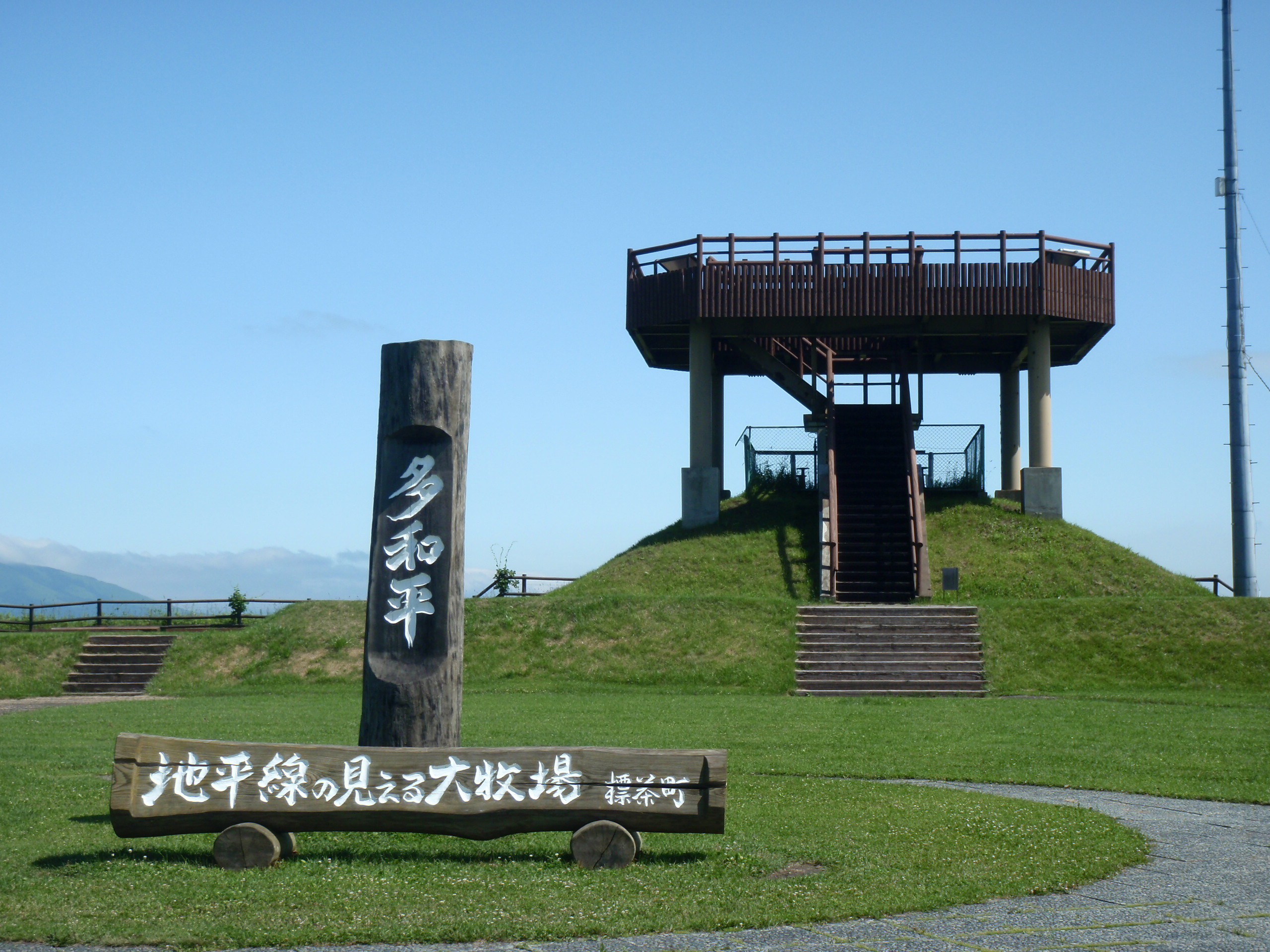
多和平山丘頂上的展望台及供水施設

多和平是位於日本北海道川上郡標茶町多和地區一座高度海拔195.2公尺的山丘，位於標茶町主要市區北方約20公里處。
周邊地區為面積達2,128公頃的標茶町育成牧場，專門進行乳牛及羊的繁殖，在夏季時牧場內飼養有約2,500頭乳牛。
山丘頂上有一個供水中繼站及觀景台，可環繞周邊360°的牧場景色，能夠見到阿寒富士、雌阿寒岳、雄阿寒岳、藻琴山、摩周岳、西別岳、斜里岳等遠山，在觀景台旁還設有餐廳和露營區。

## 外部連結
- （日語） 標茶町育成牧場（页面存档备份，存于）